# Madeleine Astor

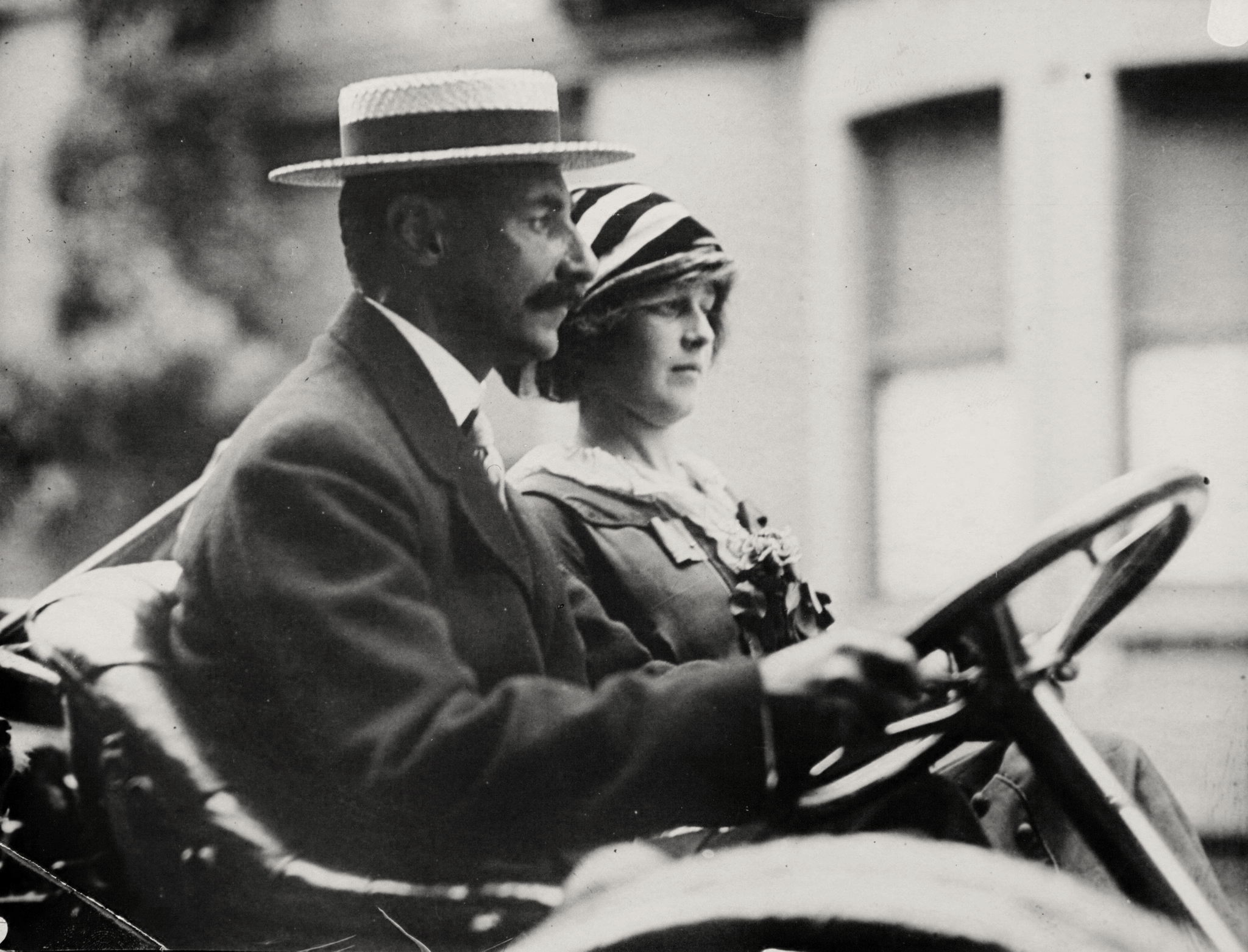
Madeleine und John Jacob Astor IV, 1911

Madeleine Astor (* 19. Juni 1893 in Brooklyn, New York City als Madeleine Talmage Force; † 27. März 1940 in Palm Beach, Florida) wurde 1911 berühmt durch die Heirat mit dem Besitzer des Waldorf-Astoria-Hotels in New York City, John Jacob Astor IV, der in der Nacht zum 15. April 1912 im Nordatlantik beim Untergang der Titanic ums Leben kam.

## Leben
Madeleine kam 1893 als jüngere von zwei Töchtern von William Hurlbut Force und dessen Ehefrau Katherine Arvilla Talmage zur Welt. Ihre Schwester war Katherine Emmons Force (1891–1948).
Noch während sie die Schule besuchte, lernte sie einen der reichsten Männer der Vereinigten Staaten, John Jacob Astor IV, in Bar Harbor, Maine kennen. Auf einer Dinnerparty am 6. August 1911 wurde Madeleine als Colonel Astors zukünftige Frau in die New Yorker Gesellschaft eingeführt. Nach einer einjährigen Beziehung fand am 9. September 1911 in Rhode Island die Hochzeit zwischen dem 47 Jahre alten J.J. Astor und der gerade einmal 18 Jahre alten Madeleine statt. Diese Verbindung löste zur damaligen Zeit einen großen Skandal aus. Nur ein Jahr zuvor war Astors schwierige Ehe mit seiner ersten Frau Ava geschieden worden.

## Überlebende des Titanic-Untergangs
Die Flitterwochen, die sehr ausgedehnt ausfielen, führte die beiden nach Ägypten und Europa. Während dieser Reise stellte Madeleine ihre Schwangerschaft fest. Die Frischvermählten hegten den Wunsch, ihr Kind solle in den USA zur Welt kommen, um die amerikanische Staatsbürgerschaft zu erhalten. Das Paar buchte im April 1912 für die Jungfernfahrt der Titanic eine Passage als Passagiere erster Klasse ab Cherbourg und wurde in der Luxussuite C62/64 untergebracht. Es war in ständiger Begleitung dreier Angestellter, ihres Dienstmädchens Rosalie Bidois, ihrer Krankenschwester Caroline Endres und ihres Kammerdieners Victor Robbins.

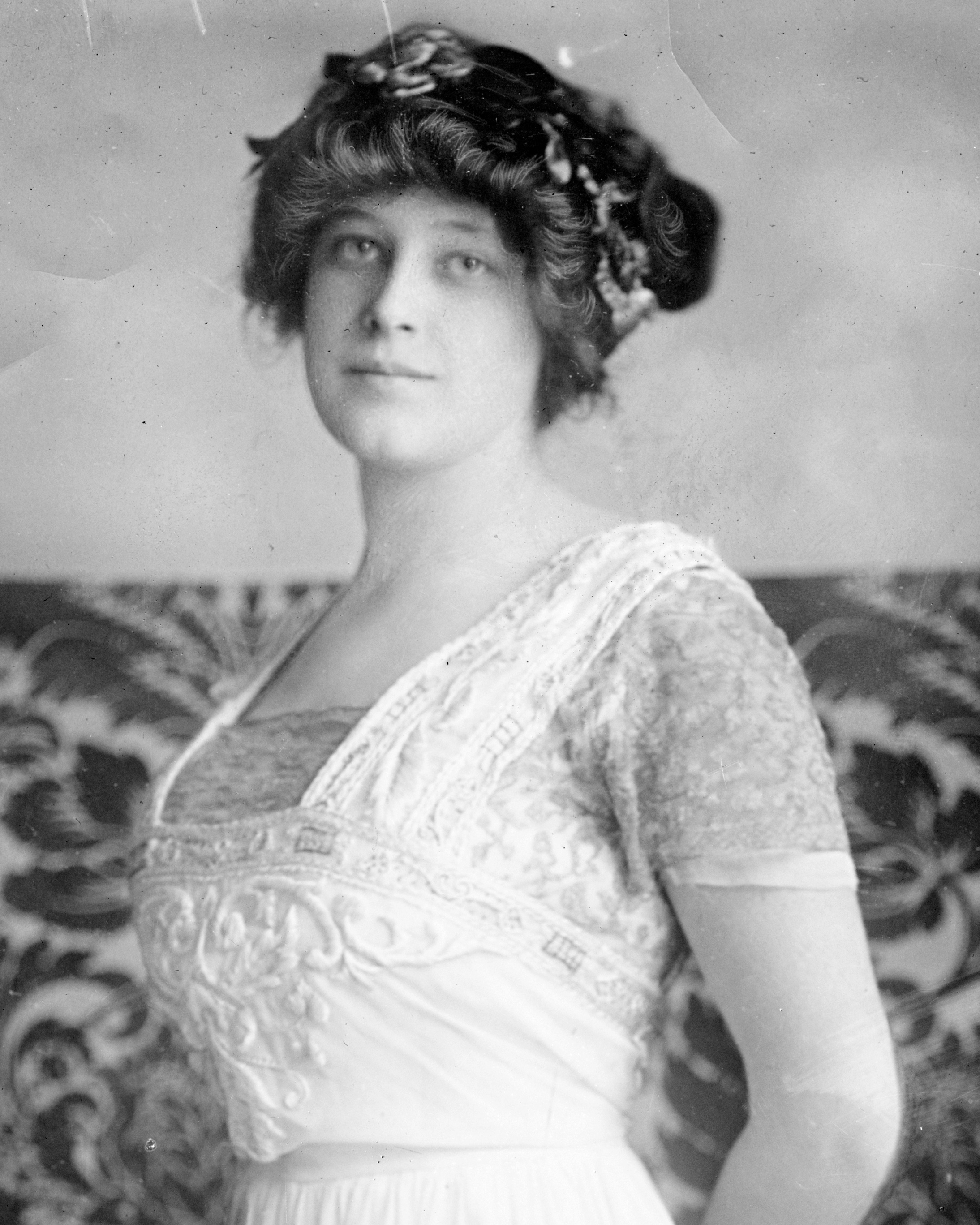
Madeleine Astor

Am 14. April 1912 kollidierte die Titanic um 23:40 Uhr mit einem Eisberg. Das Ehepaar fand sich in einer Gruppe wieder, die auf dem Promenadendeck darauf wartete, in das Rettungsboot Nr. 4 steigen zu können. Nachdem Colonel Astor seiner Frau in das Boot geholfen hatte, bat er darum, sich anschließen zu dürfen, da seine Frau „in anderen Umständen“ war. Der zuständige zweite Offizier Charles Lightoller lehnte jedoch ab, da er keine Männer in den Rettungsbooten duldete. Astor fragte nach der Nummer des Rettungsbootes, um es später leichter wiederfinden zu können. Anschließend zündete er sich eine Zigarette an und warf Madeleine seine Handschuhe zu. Um 2.20 Uhr – 25 Minuten, nachdem Rettungsboot Nr. 4 zu Wasser gelassen worden war – ging die Titanic unter. Madeleine gelangte einige Stunden später an Bord der herbeigeeilten Carpathia in Sicherheit, J.J. Astors Leiche barg das Suchschiff Mackay-Bennett am 22. April aus dem Meer.
Der aus erster Ehe hervorgegangene Sohn J.J. Astors, der 20-jährige William Vincent Astor, versuchte, seine Stiefmutter Madeleine mit seiner eigenen Yacht abzuholen, bekam jedoch keine Erlaubnis.
Am 14. August 1912 kam Madeleine Astors erster Sohn zur Welt, den sie John Jacob Astor VI († 1992) (John Jacob Astor V war der Sohn von J.J.s Cousin William Waldorf Astor) nannte. Nach dem Wunsch ihres verstorbenen Ehemannes erhielt sie fortan 5.000.000 Dollar Einkommen, jedoch nur, solange sie sich nicht neu verheiratete.

## Späteres Leben
Am 22. Juni 1916 gab sie in Maine einem Jugendfreund, dem Bankier William Karl Dick (1888–1953), das Jawort. Er war Vizepräsident der Manufacturers Trust Company in New York. Bedingt durch die neu eingegangene Ehe erhielt sie kein Kapital mehr, sie trat den gesamten Anspruch des Astor-Vermögens ab. Auch in der Astor-Villa in Manhattan und Newport, Rhode Island, konnte sie nun nicht mehr leben. Mit ihrem zweiten Ehemann hatte sie zwei Söhne namens William K. Dick, Jr. und John Henry Dick. Ihre Ehe wurde am 21. Juli 1933 in Reno, Nevada, geschieden.
Anfang der 1930er Jahre engagierte sie den fünfzehn Jahre jüngeren italienischen Boxer Vincenzo „Enzo“ Fiermonte (1908–1993), um ihrem Sohn das Boxen beizubringen. Sie verliebten sich ineinander und ließen sich 1933 von ihren jeweiligen Ehepartnern scheiden. Sie heirateten am 27. November 1933 in New York City und verbrachten die Flitterwochen in Florida. Auch diese Ehe war nicht von langer Dauer, sie wurde am 11. Juni 1938 in Palm Beach, Florida, geschieden. Danach nahm sie wieder ihren vorherigen Familiennamen Dick an.
Im Alter von 46 Jahren erlag Madeleine Talmage Astor Dick am 27. März 1940 in Palm Beach, Florida, einem Herzanfall. Sie wurde auf dem Trinity Cemetery in den Washington Heights beigesetzt.
Ihr Sohn John Jacob Astor VI, der wie seine Mutter dreimal verheiratet gewesen war, starb am 26. Juni 1992 im Alter von 79 Jahren. Er hinterließ zwei Kinder.
In den späteren Verfilmungen des Schiffsunterganges wurde Madeleine Astor von Charlotte Thiele (Titanic, 1943), Frances Bergen (Untergang der Titanic, 1953), Beverly Ross (S.O.S. Titanic, 1979), Janne Mortil (Titanic, TV-Zweiteiler 1996) und Charlotte Chatton (Titanic, 1997) dargestellt.